# Quitebuga (sultão)
Almaleque Aladil Zainadim Quitebuga ibne Abedalá Almançuri Aturqui Almugli (em árabe: الملك العادل زين الدين كتبغا  بن عبد الله المنصورى التركى المغلى; romaniz.: al-Malik al-Adil Zayn-ad-Din Kitbugha Ben Abd-Allah al-Mansuri al-Turki al-Mugli, melhor conhecido só como Quitebuga (em árabe: كتبغا), foi o décimo sultão mameluco do Egito da dinastia Bahri (vigésimo no total) e reinou entre dezembro de 1294 e novembro de 1296.

## História
Quitebuga iniciou sua carreira como um soldado comum de origem turco-mongol no exército ilcânida de Hulagu. Ele foi feito prisioneiro durante a Primeira Batalha de Homs em 1260 e foi comprado como escravo (mameluco) por Calavuno. Posteriormente, foi libertado e feito Emir.
Durante o reinado do filho de Calavuno, o sultão Axerafe Calil, ele foi preso e solto em seguida. Em 1293, após o assassinato de Axerafe, Quitebuga se tornou o vice-sultão e regente do jovem sultão Anácer Maomé - que tinha apenas nove anos - e, juntamente com o emir Sanjar al-Shuja'i, ele era o governante de facto do Egito. Porém, Quitebuga logo entrou em conflito com al-Shuja'i, que fora um dos vizires de Al-Nasir. Com o apoio dos búrjidas, al-Shuja'i planejou prender Quitebuga e assassinar seus emires, mas ele foi avisado do plano do rival por um tártaro chamado Cungar. Quitebuga então cercou a cidadela com o apoio dos gengiscânicas e dos curdos sharzuri, mas ele foi derrotado pelos búrjidas e teve que fugir para Bilbeis, onde ele ficou até conseguir retornar para o Cairo para cercar a cidadela novamente quando seus emires derrotaram os búrjidas. O cerco durou sete dias com sangrentos confrontos diários com os mamelucos do sultão e os aliados de al-Shuja'i. Muitos dos emires dele então se juntaram a Quitebuga. Já o emires deste informara a mãe do sultão Al-Nasir que a disputa era com al-Shuja'i e não com o filho dela e, por isso, ela trancou os portões da cidadela, prendendo al-Shuja'i em sua casa do lado de fora. Mais dos seus emires desertaram para o lado de Quitebuga. Al-Shuja'i, que não era popular entre os egípcios, foi então assassinado quando estava a caminho da cidadela para tentar um diálogo sobre o conflito. Quando o portão da cidadela foi aberto, Quitebuga e seus emires entraram e seus aliados, que haviam sido aprisionados por al-Shuja'i foram libertados e os búrjidas que haviam apoiado o finado emir foram presos ou expulsos da cidadela. As propriedades de al-Shuja'i no Levante foram confiscadas e seus principais líderes, presos.
Os mamelucos búrjidas, que eram uns 300, e que haviam sido expulsos por Quitebuga se rebelaram numa onda de fúria no Cairo. Esses mamelucos, que se denominavam "Mamelucos de Axerafe Calil" (al-Mamalik al-Ashrafiyah Khalil) por que Hoçã Adaim Lajin, que estava envolvido no assassinato do sultão - e patrocinador deles - Axerafe Calil, apareceu no Cairo e não foi preso nem punido. Mas os mamelucos de Axerafe Calil foram derrotados e muitos terminaram executados ou mortos.

## Ascensão ao poder
Após a morte do vizir al-Shuja'i, Quitebuga, que já era o regente, se tornou ainda mais poderoso e foi convencido por Lajin - que sabia que os mamelucos de Calil e futuramente do jovem sultão al-Nasir iriam se vingar do assassinato do sultão Calil - a depor al-Nasir e tomar o poder para si. Após a derrota dos búrjidas, Quitebuga reuniu seus emires e disse-lhes: "O sistema real foi minado. Não há como haver respeito enquanto tivermos um sultão tão jovem." Os emires concordaram o ajudaram a derrubar al-Nasir, que foi aprisionado com a sua mãe primeiro numa seção do palácio e depois em Caraque. Quitebuga se instalou como sultão, tomou o nome real de al-Adil e fez de Lajin seu vice-sultão.

## Os oirates

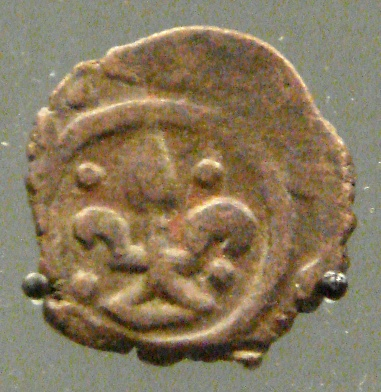
Moeda de cobre de Quitebuga

Um evento muito importante ocorreu em 1296, logo no início do reinado do sultão Quitebuga: a chegada ao Levante de um enorme grupo de oirates (umas 10 000 pessoas, com seus cavalos e gado). Refugiados de origem turco-mongol, eles eram liderados por Turgai, um genro de Hulagu. Eles estavam fugindo de Gazã. Enquanto uma parte do grupo de oirates foi bem recebida no Cairo por Quitebuga e passou a residir no distrito de Hicinia, outra se abrigou nas cidades costeiras do Levante. Os oirates não eram muçulmanos, mas se converteram após se misturarem com os emires e a população egípcia local. Porém, como Quitebuga era de origem turco-mongol, sua extraordinária generosidade para com os oirates despertou o ciúme de seus emires e foi um dos fatores que levariam à sua queda.

## Deposição
Durante o reinado de Quitebuga, o Egito e o Levante foram atingidos por secas, carestias e epidemias que provocaram uma grande mortandade entre os egípcios. Quitebuga não era popular entre os egípcios, que o consideravam um sultão de mau agouro. Além disso, os egípcios não estavam felizes com a generosidade do sultão para com os não-muçulmanos oirates enquanto que eles, piedosos fiéis, sofriam com os preços e a realidade da economia.
Quando Quitebuga estava em Damasco, os emires resolveram se livrar dele. Eles foram até o sultão e o encontraram no caminho de volta para o Egito. Quitebuga se enfureceu com Biçari, um de seus proeminentes emires, e o acusou de se corresponder com os mongóis. Temendo que o sultão fosse prender Biçari, os emires, entre eles Lajim, se armaram e foram até o diliz (a tenda real do sultão, utilizada durante suas viagens e batalhas) do sultão e enfrentaram seus mamelucos. Uns poucos mamelucos do sultão foram mortos ou feridos. Quitebuga então fugiu pelos fundos do Diliz e foi para Damasco a cavalo acompanhado por cinco de seus mamelucos, eludindo os emires. Lajim foi entronado como o novo sultão do Egito enquanto Quedebuga se refugiava na cidadela de Damasco. Eventualmente, ele renunciou e reconheceu Lajim afirmando que "Sultão Maleque Almançor [Lajim] é um dos meus Khushdashiya. Eu lhe sirvo e lhe obedeço. Eu permanecerei na cidadela até que o sultão decida o que fazer comigo." Quitebuga partiu de Damasco para Sarkhad  tendo reinado por dois anos e dezessete dias.
Em 1297, quando o sultão Anácer Maomé estava a caminho da Síria com um exército egípcio para enfrentar a invasão de Gazã, alguns oirates conspiraram com alguns dos mamelucos do sultão para assassinar o vice-sultão Salar e o ostadar Baibars Aljasnaquir, que eram os governantes de fato do Egito na época, para reconduzir Quitebuga de volta ao poder, mas a tentativa falhou e os conspiradores foram severamente punidos. Após a derrota do exército de Anácer Maomé na Batalha de Uádi Alcazandar, Quitebuga fugiu para o Egito e passou a servir Salar. Após Gazã ter se retirado da Síria, Quitebuga se tornou o enviado do sultão Anácer em Hama, onde ele morreu.
Ele foi descrito como um homem baixo de pele morena com uma barba curta.